# Pierlucio Tinazzi
Pierlucio Tinazzi, dit Spadino (27 décembre 1962, Morgex, Val d'Aoste, Italie - 24 mars 1999, Courmayeur, Val d'Aoste Italie) est un secouriste italien, qui périt en tentant de sauver des victimes de l'incendie du tunnel du Mont-Blanc.

## Travail
Son travail consistait à faire des allers et retours dans le tunnel sur sa motocyclette afin de veiller à la fluidité du trafic, guidant les dépanneuses et fournissant une assistance mécanique aux motards si nécessaire. Il était de service le 24 mars 1999, lors de l'incendie du tunnel du Mont-Blanc qui coûta la vie à 39 personnes ; il tenta de sauver une victime, un camionneur du nom de Maurice Lebras, inconsciente mais toujours vivante. Celui-ci était cependant inconscient et trop corpulent pour être emmené en moto. Se refusant à l'abandonner, Spadino se réfugia avec lui dans l'abri no 20. Ils décédèrent tous les deux dans cet abri en raison de la chaleur intense et du manque d'oxygène. Pierlucio avait auparavant refusé une promotion lui permettant de travailler au bureau principal du côté italien car il préférait piloter sa machine plutôt que de rester assis dans un bureau.
Pendant plusieurs années après l'incendie, Tinazzi a été crédité par les journaux, à tort, d'avoir sauvé entre dix et douze personnes en faisant des allers-retours dans le tunnel enfumé. Cependant, en 2019, un journaliste canadien enquêtant sur cette histoire a trouvé la description complète des événements dans les rapports de police français ; un autre agent de sécurité à moto, Patrick Devouassoux, qui a survécu à l'incendie, a en effet sauvé plusieurs personnes prises au piège dans le tunnel, et les actions de Tinazzi et de Devouassoux ont apparemment été confondues dans plusieurs comptes-rendus de presse ultérieurs.

## Reconnaissance

Médaille d'or valeur civile.

## Postérité
Le patrouilleur Pierlucio Tinazzi est le personnage principal de Dix, roman d'Eric Sommier, paru en août 2011 - Gallimard/L'arpenteur,  (ISBN 9782070133406).